# Істлі
Істлі (англ. Eastleigh) - місто в Гемпширі, Англія, між Саутгемптоном та Вінчестером у Південному Гемпширі. Спочатку місто було побудоване як місто навкруги залізничної станції, на лінії Лондон - Південно-Західна залізниця.
Місто лежить на річці Ітчен, в одному з головних крейдяних потоків в Англії для риболовлі.
Населення міста складає близько 31 тисячі осіб.